# 越中山遺跡
越中山遺跡（えっちゅうやまいせき）は、山形県鶴岡市大字越中山にある、旧石器時代の遺跡。

## 概要
この遺跡は、「A遺跡」「5遺跡」「K遺跡」などに分かれる。A遺跡は、1958年に東北地方で初めて旧石器時代の発掘調査が行われたほか、5遺跡からは北海道と同じ作りの石器が見つかっている。K遺跡からは、近畿地方など、西日本に見られる作りの石器が見つかっている。これらから、石器の材料となる石が遠くの地域から運ばれてやって来たと考えられ、当時の人々が大移動をしていたと推測されている。